# Reinhard Daugs
Reinhard Daugs (* 15. Dezember 1946; † 4. Oktober 2003 auf Martinique) war ein deutscher Sportwissenschaftler und Hochschullehrer.

## Leben
Nach seiner Promotion 1978 war Daugs als Professor an der Freien Universität Berlin tätig, 1987 wurde er Ordinarius für Sportwissenschaften an der Universität des Saarlandes und Leiter des Sportwissenschaftlichen Instituts.
Zu Daugs’ Forschungsgebieten gehörten das Motorische Lernen, das Thema Gleichgewicht, der Einsatz von Videotechnik und neuer Medien im Sport. Er beschäftigte sich mit dem Thema „Selbstbeobachtung und Selbstkontrolle unserer Bewegungen“ und leitete unter anderem wissenschaftliche Projekte zur „Ausführungsvariabilität und Ergebniskonstanz bei trefferorientierten Wurfbewegungen“ zum „Einfluss konditioneller Belastungen auf die Gleichgewichtsregulation beim Radfahren“. Im Jahr 2000 brachte er das Werk „Evaluation sportmotorischen Messplatztrainings im Spitzensport“ heraus.
Von 1994 bis 1996 war Daugs Dekan der Philosophischen Fakultät an der Universität des Saarlandes und von 1999 bis 2001 Erster Vizepräsident der Hochschule. Er war erheblich am Aufbau und an der Leitung der Virtuellen Saar Universität (VISU) beteiligt und war Gründungsmitglied sowie Erster Stellvertretender Vorsitzender des Wissenschaftsforums Saar.
1992 wurde er Mitglied der vom Bundesinnenministerium eingesetzten Berufungskommission zur Bestellung der 16 leitenden Wissenschaftler des neuzugründenden Instituts für Angewandte Trainingswissenschaft (IAT). Von 1992 bis 1996 gehörte Daugs dem Wissenschaftlichen Beirat des IAT an und hatte von 1996 bis 2002 den Vorsitz des Fachausschusses „Prozessbegleitende Trainings- und Wettkampfforschung“ des Bundesinstitutes für Sportwissenschaft inne.
Bei der Deutschen Vereinigung für Sportwissenschaft gehörte Daugs zu den Mitgründern der Sektion Sportmotorik und fungierte lange als deren Sprecher. Über die deutschen Grenzen hinaus machte er sich als Vizepräsident der internationalen Gesellschaft für Sportmotorik einen Namen in der Sportwissenschaft.
Am 4. Oktober 2003 verunglückte Daugs auf der Insel Martinique mit dem Fahrrad tödlich.
2005 wurde erstmals der Reinhard-Daugs-Förderpreis verliehen, mit dem Nachwuchswissenschaftler in der Sportmotorik ausgezeichnet werden. Der Preis wurde von Weggefährten Daugs nach dessen Tod eingerichtet.